# Snelleveld

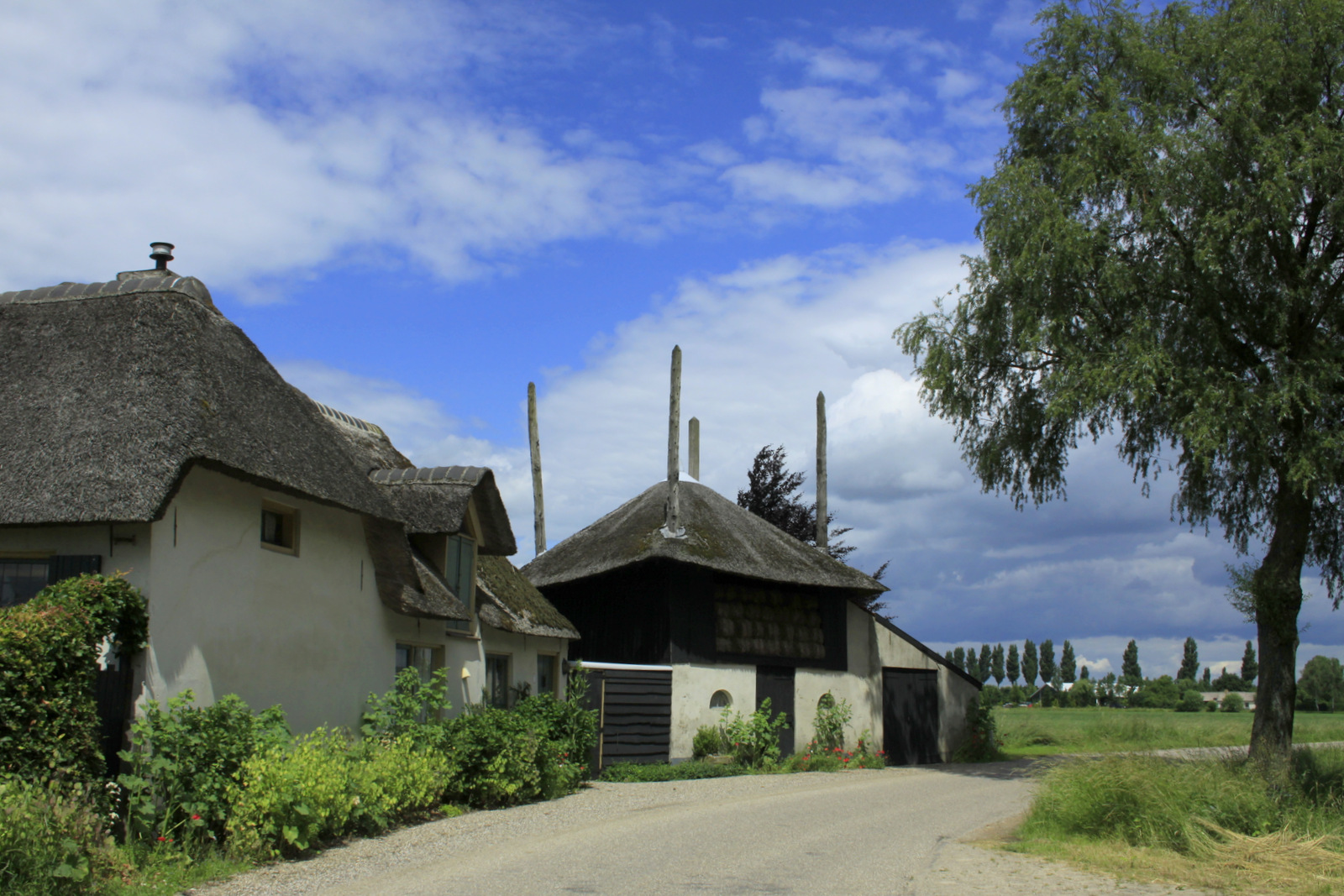
Boerderij in Snelleveld

Snelleveld is een buurtschap in de Nederlandse gemeente West Betuwe, gelegen in de provincie Gelderland. Het ligt 3 kilometer ten noordoosten van Waardenburg.
Vanaf 1840 diende de boerderij van de familie Den Boesterd als kerk voor de Oud Gereformeerde Gemeente, totdat de gemeenschap in 1927 besloot om voortaan in Geldermalsen samen te komen.
Hoofdplaats: Geldermalsen

Steden: Asperen · Heukelum

Dorpen: Acquoy · Beesd · Buurmalsen (deels) · Deil · Enspijk · Est · Gellicum · Haaften · Heesselt · Hellouw · Herwijnen · Meteren · Neerijnen · Ophemert · Opijnen · Rhenoy · Rumpt · Spijk · Tricht · Tuil · Varik · Vuren · Waardenburg

Buurtschappen: Benedeneind · Boveneind · Diefdijk · Friezenwijk · Hattelaar · Hucht · Kerkeneind · Leuven · Mark · Pijpekast · 't Rot · Snelleveld · Vogelswerf · Zennewijnen (deels)

Gelderland: Steden en dorpen in Gelderland      Nederland: Provincies · Gemeenten